# Fayçal Boulemdaïs
Fayçal Boulemdais (en arabe : فيصل بولمدايس) est un footballeur algérien né le 27 mars 1981 à Constantine. Il évoluait au poste de défenseur central.
Il est le grand frère du footballeur international Hamza Boulemdaïs.

## Biographie
Il évolue en première division algérienne avec les clubs du WA Tlemcen et de l'US Chaouia. Il dispute 39 matchs en inscrivant un but en Ligue 1.